# Anthyllis tetraphylla
Anthyllis tetraphylla — вид квіткових рослин родини бобові (Fabaceae), поширений у Середземномор'ї. Латинський епітет tetraphylla означає «чотирилистий».

## Галерея

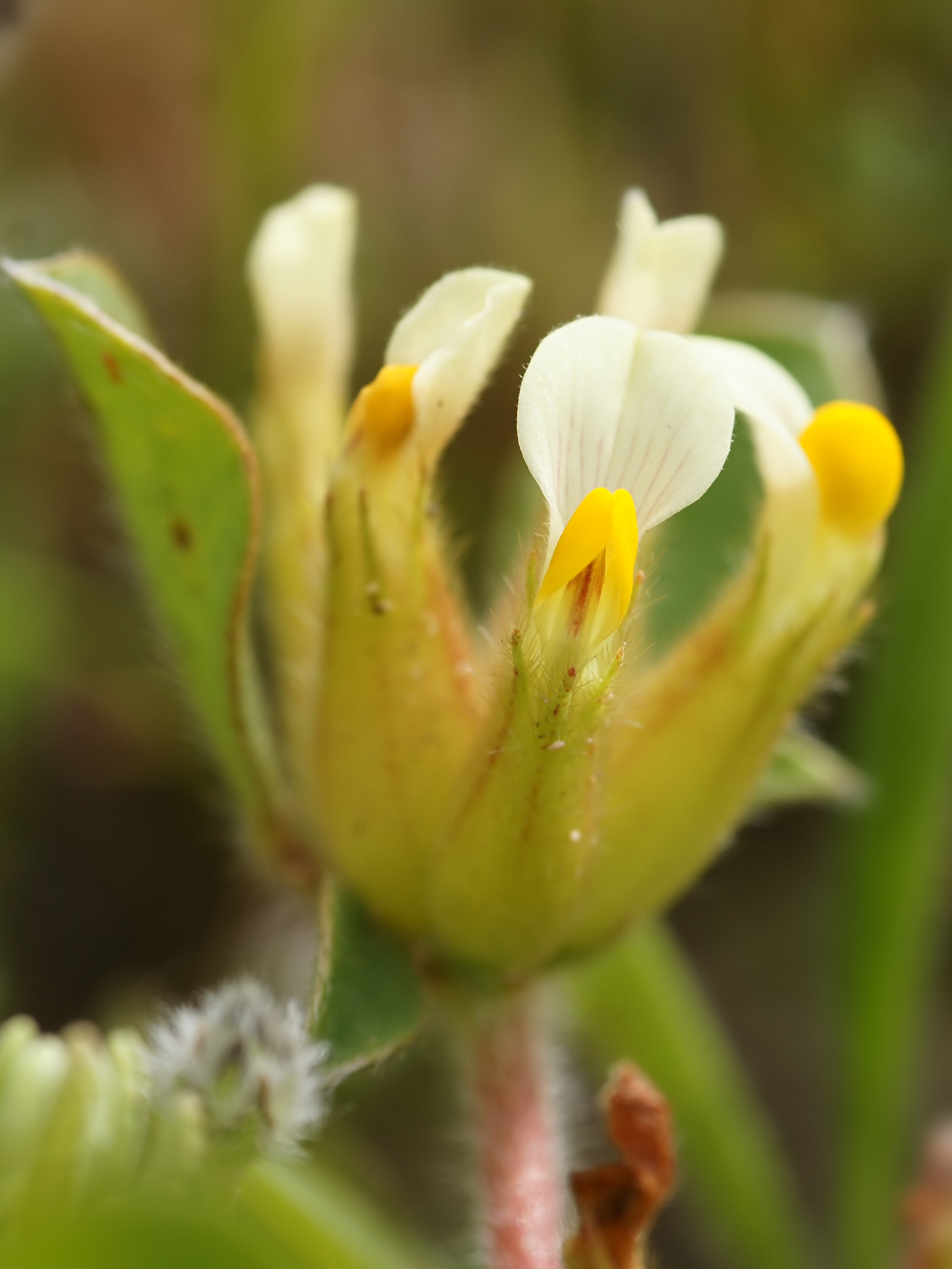

## Опис
Однорічна рослина до 50 см заввишки. Листя непарноперисті, складаються з 5 (рідко 1–3) листових фрагментів, волохаті обидві сторони; листові фрагменти 1–3 см завдовжки і 6–25 мм широкий, від овальних до ланцетних. Квіти 15–20 мм у пахвових суцвіттях з 1–8 квітів. Віночок 16–18 × 4 мм, блідо-жовтий. Плоди 6–11 × 4–5 мм, яйцеподібні і стиснуті, злегка волохаті, з 1–2 насінням, злегка звужені між насінням. Насіння 2–3(3,5) × 2,8–3,5(4,5) мм, горбкувате.

## Поширення
Рослина поширена у Середземномор'ї (Південна Європа, Північна Африка, Західна Азія). Населяє луки, відкриті чагарники; 0–1100 м. Цвіте і плодоношення з березня по червень.